# Epactionotus
Epactionotus (Епактіонотус) — рід риб триби Otothyrini з підродини Hypoptopomatinae родини Лорікарієві ряду сомоподібні. Має 4 види. Наукова назва походить від грецьких слів epaktios, тобто «біля моря», та noton — «осторонь», «віддалік».

## Опис
Загальна довжина представників цього роду коливається від 3,7 до 4 см. Зовнішністю схожі на сомів з роду Otocinclus. Тіло практично усе вкрите кістковими пластинками, одонтоди (шкіряні нарости) присутні на голові та тулубі. Голова товстенька, сплощена зверху. Очі невеличкі. Губи маленькі, круглі у вигляді присоски. Є декілька пар маленьких вусиків. Тулуб звужується до хвостової частини. Спинний плавець доволі довгий. Жировий плавець відсутній. Грудні та черевні плавці доволі розвинені. Хвостовий плавець витягнутий, розрізаний.
Забарвлення зеленого або коричневого кольору, на голові присутня світла смуга.

## Спосіб життя
Біологія вивчена недостатньо. Це бентопелагічні риби. Воліють чистої й прісної води. Зустрічаються у дрібних річках та струмках з кам'янистим дном та повільною течією. Вдень ховаються серед прибережної рослинності, тримаючись за стебла й листя за допомогою черевних плавців. Живляться рослинною їжею.

## Розповсюдження
Мешкають у річках Араранга, Маквін, Трес-Форкільяс, Лобо і Мампітуба — в межах південної Бразилії та північно-східної Аргентини.

## Види
- Epactionotus bilineatus
- Epactionotus gracilis
- Epactionotus itaimbezinho
- Epactionotus yasi